# Vlădiceni (okręg Jassy)
Vlădiceni – wieś w Rumunii, w okręgu Jassy, w gminie Tomești. W 2011 roku liczyła 545 mieszkańców.